# Vertrag von Namslau
Der Vertrag von Namslau, auch „Der Friede von Namslau“, wurde am 22. November 1348 in der schlesischen Stadt Namslau zwischen dem böhmischen König Karl IV. und dem polnischen König Kasimir dem Großen geschlossen.

## Geschichte
Nach der Erneuerung des Königtums in Polen 1295 kam es zwischen Böhmen und Polen zu Auseinandersetzungen um die Vorherrschaft in Schlesien, die mit dem 1335 geschlossenen Vertrag von Trentschin ein Ende fanden. Mit dem Vertrag von Namslau wurde 1348 der Trentschiner Vertrag bekräftigt, in dem Kasimir der Große „auf ewige Zeiten“ auf seine historisch-politischen und erblich-dynastischen Rechte auf Schlesien verzichtet und der böhmische König Johann von Luxemburg im Gegenzug seine Ansprüche auf den polnischen Thron aufgegeben hatte.
Gleichzeitig mit dem Vertrag von Namslau übergab König Kazimir das Namslauer Land, das ihm Boleslaw III. wegen finanzieller Schwierigkeiten 1341 verpfändet hatte, an König Karl IV. Dieser löste es aus dem Herzogtum Brieg heraus und schlug es dem Herzogtum Breslau zu. Dieses war seit 1327 ein Lehen des böhmischen Königs, das nach dem Tod Heinrichs III. 1335 an die Krone Böhmen heimgefallenen war.
Bereits zwischen 1289 und 1336 hatten die schlesischen Herzöge, mit Ausnahme des Bolko II. von Schweidnitz-Jauer, die Lehnsoberhoheit des böhmischen Königs Johann von Luxemburg anerkannt. Bolkos Herzogtum kam nach seinem Tod 1368 durch die bereits 1353 erfolgte Heirat seiner Nichte Anna von Schweidnitz mit Kaiser Karl IV. im Erbwege an Böhmen. Obwohl Anna beim Tod Bolkos II. selbst nicht mehr am Leben war, gelangte Schweidnitz an den böhmischen König, weil bereits anlässlich Annas Hochzeit ihr Onkel Ludwig I. als künftiger polnischer König auf alle Ansprüche auf Schweidnitz zugunsten der Luxemburger verzichtet hatte. Es blieb jedoch bis 1392 im Nießbrauch bei Bolkos Witwe Agnes von Habsburg.
1372 bestätigte Ludwig I., der seit 1370 König von Polen war, die Verträge von Trentschin und Namslau in vollem Umfang.